# 京都産業大学
京都産業大学（きょうとさんぎょうだいがく、英語: Kyoto Sangyo University）は、京都府京都市北区上賀茂本山に本部を置く日本の私立大学。1965年創立、1965年大学設置。略称は京産、京産大、産大、 KSU。

## 概観

### 大学全体
1965年、荒木俊馬（初代総長、物理学者、天文学者）が上賀茂神山（京都市北区）に創設した大学である。
1965年4月、経済学部、理学部の２学部で開学。その後、1967年に経営学部、法学部、外国語学部を増設し、初の卒業生が生まれた1969年時点で、在学者数が1万人を超える規模の総合大学へと異例の早さで発展している。その後も工学部、文化学部、コンピュータ理工学部、総合生命科学部、現代社会学部、情報理工学部、国際関係学部の全ての学部を一つのキャンパスで展開している。
荒木は大学名の産業を「むすびわざ」と説き、「新しい業（わざ）を産（む）すぶ＝新たな価値を生み出す」という期待を込めている。産学連携がアカデミズムに反するという時代に「産業」を掲げ、異分野との交流や連携を積極的に推し進めてきた。
1960年代後半には世界最速の大型コンピュータを導入、日本の大学では初となる計算機科学科を設置するなど、情報分野にも力を注いでいたことから「情報の京産大」とも謳われる。また、大型の反射式望遠鏡、神山天文台・荒木望遠鏡を有するなど研究設備の充実に尽力してきた
1980年代、私立の総合大学がキャンパスを都市部から郊外へとその機能を分散させる中、同大学では開学以来、大学機能の一拠点化（一拠点総合大学）を貫いている。これにより文理の障壁をなくし、また情報の共有の簡素化や、設備の共有ができている。
2022年基準、大学（10学部、10研究科）、附属幼稚園（京都市山科区）、附属中学校・高等学校（京都市中京区）を擁する総合学園である。

### 学祖・荒木俊馬
京都大学助教授時代、荒木は留学先のドイツでアインシュタインから最先端の環境で相対性理論や量子力学などを学び、物理学、天文学の発展に大きく貢献した。弟子に上野季夫、宮本正太郎、芝原鐐一など、京都大学時代の教え子に湯川秀樹、朝永振一郎らノーベル賞受賞者を輩出するなど、世界的な宇宙物理学者でもある。
開学式典で湯川が祝辞を述べている。神山天文台・荒木望遠鏡の名前はこれに由来する。また、国内外を問わず学術関係者を同大学にたびたび招き、講演することを積極的に行い、以後の学長もこれを継いでいる。

### 建学の精神
以下、引用。
いかなる国家社会においても、大学は最高の研究・教育の機関である。大学の使命は、将来の社会を担って立つ人材の育成にある。その教育の目標は、高い人格をもち、人倫の道をふみはずすことなく、社会的義務を立派に果たし得る人をつくることであり、しかもその職域が国内であろうと海外であろうと、その如何を問わず、全世界の人々から尊敬される日本人として、全人類の平和と幸福のために寄与する精神をもった人間を育成することである。このような人間は、日本古来の美しい道徳的伝統を精神的基盤とし、東西両洋の豊かな文化教養を身につけ、絶えず変動する国内情勢に関して十分な知識をもち、その科学的分析によって正しい情勢判断のできる能力を備え、如何なる時局に当面しても、常に独自の見解を堅持し自己の信念を貫き得る人間である。かかる学生の育成が、本学の建学の精神である。
大学創設にあたり、学生運動（学園封鎖やデモの実施、それへの対抗勢力の登場）の嵐が吹き荒れる中、大学教育の存在、権利と自由が失われる危険にさらされていた。これを解決に導くため、急ぎ設置された経緯を持つ。建学の精神に、その理想と目的が見て取れる。結果として当時、他の大学で存在したような思想やメッセージ性の強い大型看板の掲示、共産主義や極右といった全体主義的思想の流布、宗教団体の勧誘といったものを可能な限り排除した校風として維持されてきた（但し、民主青年同盟のような団体や偽装サークルの存在は不明。学内において、反社会的団体の活動を察知すると、都度、掲示板などで注意喚起情報が発令される）。

## 沿革

### 年表

#### 昭和
- 1963年（昭和38年）

04月 - 大学設立発起人会発足
08月 - 上賀茂国有林（京都市北区）を大学敷地に選定
- 1964年（昭和39年）

06月 - 京都産業大学設立準備委員会結成
08月 - 学校法人京都産業大学寄附行為認可申請書を文部省に提出
09月 - 京都産業大学経済学部・理学部設置認可申請書を文部省に提出
11月 - 中央図書室を設置
- 1965年（昭和40年）

01月 - 文部省より学校法人京都産業大学寄附行為を認可
04月 - 京都産業大学開学。経済学部（経済学科）・理学部（数学科・物理学科）設置。荒木俊馬（物理学者、天文学者、京都大学名誉教授）、初代学長就任。第1回入学式（京都会館）。本館完成
10月 - 電子計算機にMGP-21を設置
11月 - 開学式典開催（１号館）。学志会結成（1966年、志学会へ改称）
- 1966年（昭和41年）

04月 - 東京事務所設置。追分寮・1号館（教養部）・体育館・計算機センター完成
05月 - 世界問題研究所を設置
06月 - 京都産業大学経済学会、季刊『産業経済論叢』創刊
11月 - 第1回神山祭
- 1967年（昭和42年）

04月 - 経営学部（経営学科）・法学部（法律学科）・外国語学部（英米語学科・ドイツ語学科・フランス語学科・中国語学科・言語学科）設置
05月 - 3学部増設記念式典。学歌発表（荒木俊馬作詞、團伊玖磨作曲）。電子計算機にTOSBAC-3400・Model-30を設置
07月 - 2号館（理学部）完成
08月 - 3号館（外国語学部）・4号館（法学部）・神山寮完成
10月 - 京都産業大学法学会、季刊『産大法学』創刊。7号館（学生課外活動、食堂）
11月 - 輔仁大学（台湾）と交流協定締結
12月 - 京都産業大学放送局（KSB: Kyoto Sangyo University Broadcasting）学内放送開始
- 1968年（昭和43年）

02月 - 電子計算機にTOSBAC-3400・Model-30をModel-40へ置換え
03月 - 5号館（経済学部・経営学部）完成
04月 - 計算機科学研究所設置。学旗制定
05月 - 計算機による図書館業務の機械化を開始。電子計算機にGAMMA-10を設置
07月 - 6号館（大教室棟）完成
08月 - 硬式野球場完成
11月 - 陸上競技場完成
12月 - 『京都産業大学計算機科学研究所彙報』創刊。馬場・厩舎完成
- 1969年（昭和44年）

02月 - 8号館（第1食堂、現・並楽館）完成。小野良介、理事長就任
03月 - 第1回卒業式（経済学部・理学部）
04月 - 荒木俊馬、総長就任。理学部応用数学科増設。大学院経済学研究科（経済学専攻）修士課程・大学院理学研究科（数学専攻、物理学専攻）修士課程設置。『京都産業大学報』創刊。計算機科学研究所公開講座開講
05月 - バレーコート完成
11月 - 『京都産業大学経済経営学会研究叢書』創刊。総合グラウンド管理棟完成
12月 - 同窓会発足
- 1970年（昭和45年）

01月 - 法学部法学専攻科設置認可。エドガール・フォール元仏首相らOECD教育調査団「先進的なコンピュータ教育と実用化」調査で来学
03月 - 保健管理センター棟・守衛棟完成
08月 - 五常寮完成
10月 - 野外ステージ（現・雄飛館エリア）完成
12月 - 第2グラウンド完成
- 1971年（昭和46年）

01月 - 外国語学部外国語専攻科設置認可
03月 - 荒木俊馬、理事長就任。理学部計算機科学科（応用数学科を改称）。電子計算機にGE-115を設置
04月 - 大学院経済学研究科（経済学専攻）博士課程・大学院理学研究科（数学専攻、物理学専攻）博士課程設置。教養課程一般教育科目にコース制導入。第2体育館完成
- 1972年（昭和47年）

01月 - 『京都産業大学論集』創刊（社会科学、人文科学、自然科学、外国語と文化系列）
04月 - 大学院法学研究科（法律学専攻）修士課程設置
05月 - 漢字テレタイプ設置
06月 - 津ノ国寮完成
12月 - 3号館増築完成
- 1973年（昭和48年）

01月 - 緑化委員会発足
03月 - 電子計算機　GE-115をGE-120へ置換え
04月 - 磯村昢夫、理事長就任。電子計算機TOSBAC-3400・Model-40をModel-41へ置換え
09月 - 荒木俊馬、ポーランド科学アカデミーに招聘されコペルニクス生誕500年式典で講演
10月 - 学生スクールバス待合所完成
12月 - 電子計算機にHITAC-10IIを設置
- 1974年（昭和49年）

04月 - 大学院法学研究科（法律学専攻）博士課程設置。京都産業大学奨学金制度創設
05月 - 年刊 KSU Economic and Business Review 創刊
06月 - 京都産業大学図書館報『Lib.』創刊
09月 - 法学部法学専攻科廃止
12月 - 第1学生クラブハウス完成
- 1975年（昭和50年）

03月 - 電子計算機にTOSBAC-40Cを設置
07月 - 松の浦セミナーハウス（滋賀県大津市）完成
08月 - 並楽荘（滋賀県大津市）完成
10月 - 開学10周年記念式典。語学ラボラトリーセンター設置
- 1976年（昭和51年）

03月 - 第2 Language Laboratory（LL）教室完成
04月 - 全学生対象のLLセンター外国語LL学習コース開講
05月 - 荒木俊馬、ポーランド勲章ゴールド・コマンドリア受章。1号館別棟（入試部）完成
08月 - 電子計算機　GE-120をGE-130へ置換え。第1回全国父兄懇談会
10月 - 2号館（理学部）に計算機ターミナル教室開室（日本初の情報処理教室）。電子計算機にDEC-2040を設置
- 1977年（昭和52年）

01月 - 電子計算機にPDP-11/10-GT42グラフィックシステムを設置
04月 - 大学院外国語学研究科（中国語学専攻、言語学専攻）修士課程設置。京都産業大学特別奨学金制度新設。電子計算機　DEC-2040をDEC-2050へ置換え。学校法人京都産業大学すみれ幼稚園（現:山科すみれ園）開園（京都市山科区）
05月 - 3号館（現・真理館）南側国有林取得
07月 - 書庫（電動式書架）新設
09月 - 英文の大学要覧創刊。バスプール、駐車場整備完成
12月 - 電子計算機にDEC-11/34を設置
- 1978年（昭和53年）

03月 - 学内初、課程修了による博士学位授与。電子計算機にDEC-2040を増設
04月 - 国際言語科学研究所設置。マセイ大学（ニュージーランド）と交流協定締結。学内初、名誉教授称号記授与
05月 - 研究室棟の敷地ほか国有林取得
07月 - 大学創設者・荒木俊馬、永眠
09月 - 柏祐賢（経済学部教授、農業経済学）、第2代学長就任
12月 - 京都産業大学医療費貸付制度新設
- 1979年（昭和54年）

06月 - 法職講座設置。中国学術視察団（夏団長）、理学部年代測定装置見学
07月 - 柏祐賢、理事長就任。
12月 - 漢字処理システムSiS S-5300設置
- 1980年（昭和55年）

01月 - 『京都産業大学国際言語科学研究所所報』創刊
04月 - 『京都産業大学世界問題研究所紀要』創刊
07月 - 第1回公開講座（京都府立勤労会館）
08月 - 電子計算機　DEC-2050をDEC-2060へ置換え
11月 - 北京第2外国語学院視察団、京都産業大学の外国語学習視察
- 1981年（昭和56年）

01月 - 京都産業大学災害特別奨学金制度新設
02月 - 京都産業大学同窓会館開館
04月 - マセイ大学（ニュージーランド）と交換留学開始。第2学生クラブハウス完成
05月 - 学生健康保険互助会発足
06月 - 第1研究室棟完成
0月 - 6号館にトータルオーディオビジュアル授業展開システム完成
- 1982年（昭和57年）

01月 - 第2グラウンドクラブハウス完成
03月 - 追分寮（京都市北区）完成
04月 - 法職講座センター・会計職講座センター設置。本山広場（立命館グラウンド）取得
09月 - 柏祐賢、学長再任
10月 - 電子計算機にFACOM M-180 II ADを設置
11月 - 国土利用開発研究所設置
- 1983年（昭和58年）

03月 - 『京都産業大学図書館年報』創刊
04月 - 京都産業大学貸与奨学金制度新設。5号館に計算機ターミナル実習教室開室
07月 - 学内初、論文博士学位授与。自動車部車庫棟完成
09月 - 2号館増築完成
11月 - 正門・門衛所増改築完成
- 1984年（昭和59年）

01月 - 『京都産業大学国土利用開発研究所紀要』創刊
04月 - 情報処理講座センター・教職課程講座センター設置。教育職員養成の聴講生課程認可。門衛所、集中管理システム設置
09月 - 計算機科学研究所棟増築完成
10月 - 「清見（きよみ）の滝」庭園完成（三叉路）
- 1985年（昭和60年）

04月 - 電光表示器設置（大学バスプール、三差路、1号館中庭）
05月 - 創立20周年記念式典（国立京都国際会館）。サギタリウスプラッツ記念碑（2号館西側）完成
10月 - 電子計算機　FACOM M-180 II ADをM-380Qへ置換え
11月 - KSB放送局新築
- 1986年（昭和61年）

04月 - 現代体育研究所設置
05月 - 菖蒲池庭園完成
09月 - 柏祐賢、学長3選
- 1987年（昭和62年）

03月 - 中央図書館、第2研究室棟、第1実験室棟完成
04月 - 学内LAN構築「KING: Kyoto Sangyo University Information Network for General System）」敷設。電子計算機にVAX-8300を導入
07月 - 神山グラウンドテニスコート完成
10月 - 中央図書館開館。5号館に共同ターミナル室設置。電子計算機FACOM M-380QをM-380Rに置換え
- 1988年（昭和63年）

03月 - 弓道場完成
09月 - 学内ネットワークにターミナルサーバー（ANNEXターミナルサーバー、DECサーバ200）を設置
10月 - 1号館増築完成

#### 平成
- 1989年（平成元年）

04月 - 工学部（情報通信工学科・生物工学科）設置。Macintosh IIを30台導入。温室（国土利用開発研究所）完成
09月 - 在ニュージーランド学術交流事務所開設
10月 - 工学部第2実験室棟完成
- 1990年（平成02年）

04月 - 生涯学習教育センター開設
09月 - 柏祐賢、学長4選
- 1991年（平成03年）

08月 - ニュージーランド短期語学研修開始
10月 - 電子計算機　FACOM M-380RをM-770/8（教育研究用）へ置換え
- 1992年（平成04年）

03月 - 神山ホール完成
04月 - 大学設置基準の大綱化に伴う学則改正
09月 - APEX2400Lデジタル交換機導入
- 1993年（平成05年）

03月 - 9号館完成
04月 - 大学院工学研究科（情報通信工学専攻、生物工学専攻）修士課程開設。1号館LL教室新設
09月 - 電子計算機をFACOM M-770/6（教育研究・事務用）に一本化。電子計算機にSparcCenter2000、DEC-3000/700を設置。京都工業会と京都産学ジョイント・イベント開催
- 1994年（平成06年）

04月 - 学生教育研究災害障害保険制度開始。新学生証発行。全学生にUNIXユーザーIDを交付。広報誌『神山通信』創刊
08月 - 市原テニスコート完成
09月 - 柏祐賢、学長5選
10月 - 卒業生用広報ビデオ「母校は いま」完成
- 1995年（平成07年）

04月 - 大学院工学研究科（情報通信工学専攻、生物工学専攻）博士課程設置。一般教育研究センター、英語教育研究センター、外国語教育研究センター、体育教育研究センター設置（教養部改組）。日本文化研究所設置。証明書自動発行機始動
05月 - 創立30周年記念式典（神山ホール）
08月 - 電子計算機　FACOM M-770/6をM-1500/40へ置換え。KINGをFDDIで再敷設
09月 - 学生主催30周年記念行事「産大博」。第3研究室棟完成
10月 - 『研究者要覧』刊行
- 1996年（平成08年） - 新田政則（経済学部教授、理論経済学）、第3代学長就任。学長室開設。学長補佐設置（副学長廃止）。財団法人大学基準協会に加入（維持会員）。総合能力開発推進センター設置。京都産業大学ホームページをリニューアルオープン
- 1997年（平成09年） - 全学部共通の専門教育「アドバンスドゼミ」設置。初の総合防災訓練実施。総合体育館、課外活動棟、神山コロシアム（屋外ステージ）完成
- 1998年（平成10年） - 国際交流センター設置。国際交流会館開館。アルカラ大学（スペイン）、蘇州大学（中国）、ニューヨーク州立大学ストーニーブルック校（アメリカ）、パッサウ大学（ドイツ）と交流協定締結。入学試験後期（3月入試）導入。1999年度の社会人、帰国生徒、編入学試験、指定校推薦入学選考を初実施。特高電気室棟完成（2001年度時点でキャンパスから全ての電柱がなくなる）
- 1999年（平成11年） - 次世代情報教育センター、人権センター設置。カリフォルニア大学リバーサイド校（アメリカ）と交流協定締結。駒井正、理事長就任。情報教育端末にLinuxを導入（ウィンドウズ環境とのデュアルブートが可能　603台導入）。KINGをGIGAbit Ethernetで再敷設。10号館（情報棟）完成
- 2000年（平成12年） - 新田政則、学長再任。文化学部（国際文化学科）設置。語学教育研究センター設置（英語教育研究センター、外国語教育研究センター再編）。シエナ外国人大学（イタリア）、対外経済貿易大学（中国）と交流協定締結。セメスター制導入。Web履修登録システムサービス開始。京都産業大学通信『サギタリウス』創刊。8号館（現「並楽館」）増築、11号館（文化学部）、エスカレーター（バスプールから三叉路）完成
- 2001年（平成13年） - 「建学の碑」建立。日本初となる学部入試のインターネット出願開始。日本初となる学位授与式のインターネット中継実施。研究機構設置（日本文化研究所、世界問題研究所、先端科学技術研究所、総合学術研究所に改組）。オックスフォード・ブルックス大学（イギリス）、パジャジャラン大学（インドネシア）、ライプツィヒ大学（ドイツ）と交流協定締結。入学センター設置（入試部を改称）。『学祖 荒木俊馬先生と京都産業大学-建学の心をたずねて』刊行 。市民に大学を開放する「サタデージャンボリー」初開催。新「松の浦セミナーハウス」（滋賀県大津市）完成
- 2002年（平成14年） - 坂井東洋男（外国語学部教授、中国近代文学）、第4代学長就任。副学長設置（学長補佐廃止）。常任理事会設置。学内初の独立研究科、大学院マネジメント研究科（マネジメント専攻）修士課程設置。情報センター設置（計算機センターを改称）。ペルージャ外国人大学（イタリア）、プーシキン記念ロシア語大学（ロシア）、リヨンカトリック大学（フランス）と交流協定締結。成績評価にGPA導入。総合グラウンド管理棟・トレーニング棟、葵寮（初の女子寮）、第4研究室棟完成
- 2003年（平成15年） - 理学部（数理科学科、物理科学科、コンピュータ科学科）設置（数学科、物理学科、計算機科学科を改称）。メキシコ国立自治大学（メキシコ）と交流協定締結。教育エクセレンス支援センター、リエゾンオフィス、監査室設置。総合能力開発センターを進路センターへ統合。12号館、賀茂川寮（体育寮）完成
- 2004年（平成16年） - 学内初の専門職大学院、大学院法務研究科（法務専攻）専門職学位課程設置。大学院マネジメント研究科（マネジメント専攻）博士課程設置。梨花女子大学（韓国）、復旦大学（中国）と交流協定締。全学共通教育センター設置。大学史編纂室設置。『教学之源流』刊行。キャンパスプラザ京都に京都産業大学大学院サテライト講習室設置。廣岡正久（法学部教授、ロシア政治思想史）、理事長就任。5号館（経済学部、経営学部）建替、13号館（法科大学院）完成
- 2005年（平成17年） - 創立40周年記念式典挙行。『京都産業大学40年史』刊行。大学院外国語学研究科英米語学専攻修士課程開設。創立50周年（2015年）へのグランドデザインを策定。京都産業大学40周年ロゴマークを制定。大学改革推進室、キャリア教育研究開発センター、ボランティア活動室設置。全キャンパスに無線LAN環境を敷設完了。京都産業大学全額出資による株式会社サギタリウス企画を設立
- 2006年（平成18年） - 坂井東洋男、学長2選。鳥インフルエンザ研究センター開設。大学院マネジメント研究科にミズーリ大学セントルイス校とのデュアル・ディグリー・プログラムを開設。統一コミュニケーション・スローガン「POWER UNIV.」制定
- 2007年（平成19年） - 経営学部ソーシャル・マネジメント学科、会計ファイナンス学科増設。大学院経済学研究科通信教育課程開設。学校法人京都成安学園（京都成安中学校・京都成安高等学校）の法人移管により、京都産業大学附属中学校・高等学校を開校。全学部生を対象とする融合教育（フレキシブルカリキュラム）を導入。教学センター設置。司書、学芸員資格課程科目設置。神山球技場・管理棟（ラグビー・サッカー専用）、神山グラウンド屋内野球練習場、体育寮「神山寮」が完成
- 2008年（平成20年） - 坂井東洋男、学長3選。コンピュータ理工学部（コンピュータサイエンス学科、ネットワークメディア学科、インテリジェントシステム学科）設置（理学部コンピュータ科学科と工学部情報通信工学科を発展拡充[3]）。外国語学部国際関係学科増設。文化学部に司書教諭課程を設置。理学部教授益川敏英がノーベル物理学賞受賞（日本の私立大学所属教員が同賞を受賞するのは初めて）
- 2009年（平成21年） - 法学部法政策学科増設。大学院マネジメント研究科コーポレート・コミュニケーション・コース、大学院法学研究科、大学院マネジメント研究科にジョイントプログラム（税務エキスパート）設置。益川塾開設（益川敏英理学部教授が塾頭）。京都産業大学神山天文台（Koyama Astronomical Observatory）開台。コペルニクス『天球の回転について』初版本（1543年）をデジタル化しインターネット上に公開。廣岡正久、理事長に再任。新入生の相談窓口としてピア・サポーター制度を開設。ファシリテーション教育の施設、「F工房」を開設。14号館（コンピュータ理工学部棟）、第5研究室棟、8号館前エスカレーターが完成。京都産業大学同窓会40周年記念式典を挙行。
- 2010年（平成22年） - 藤岡一郎（法学部教授、刑事法）、第5代学長就任。総合生命科学部生命システム学科、生命資源環境学科、動物生命医科学科設置。15号館（総合生命科学部棟）、16号館（総合生命科学部棟）が完成。教育支援研究開発センター設置（教育エクセレンス支援センター、改称）。学費改訂により学納金を減額
- 2011年（平成23年） - 大学院先端情報学研究科（先端情報学専攻）修士課程設置。植物オルガネラゲノム研究センター設置。柿野欽吾、理事長就任
- 2012年（平成24年） - 壬生校地（京都市下京区）開校、京都産業大学附属中学校・高等学校を移転、むすびわざ館開館。中央図書館に自動化書庫棟（収容冊数約80万冊）増設。ミツバチ産業科学研究センター、構造生物学研究センター設置。創立50周年事業「むすびわざDNAプロジェクト」始動[4]
- 2013年（平成25年） - 大学院先端情報学研究科（先端情報学専攻）博士課程、大学院法学研究科（法政策学専攻）修士課程設置。植物ゲノム科学センター、社会安全・警察学研究所、フューチャーセンター設置。特定非営利活動法人グローカル人材開発センター開設。万有館（理学部棟）、雄飛館（教育及び福利厚生棟）開設。8号館を並楽館に改称
- 2014年（平成26年） - 大城光正（外国語学部教授、言語学）、第6代学長就任。学祖荒木俊馬生誕地（熊本県山鹿市鹿本町来民）に記念碑建立。大学院生命科学研究科（生命科学専攻）修士課程設置。外国語学部英語学科、ヨーロッパ言語学科、アジア言語学科、国際関係学科設置（学科再編）[5]。グローバル・サイエンス・コース設置（対象学部：理学部、コンピュータ理工学部（現情報理工学部）、総合生命科学部（現生命科学部））。全学部で科目ナンバリング[6]を導入。ラーニングコモンズ設置（雄飛館）。茶室「瑞秀庵」完成。生涯学習講座を「むすびわざ講座」に改称
- 2015年（平成27年） - 大学院法学研究科（法政策学専攻）博士課程設置。文化学部京都文化学科増設。大学創立50周年記念式典挙行。WACE（世界産学連携教育協会）第19回世界大会を日本初開催
- 2016年（平成28年） - 理学部宇宙物理・気象学科増設。大学院生命科学研究科（生命科学専攻）修士課程を博士課程に変更。大学院法務研究科募集停止。サギタリウス館完成（外国語学部・現代社会学部棟、グローバルコモンズ併設、第5回京都建築賞最優秀賞受賞）
- 2017年（平成29年） - 現代社会学部現代社会学科、健康スポーツ社会学科設置、ダイバーシティ推進室設置
- 2018年（平成30年） - 情報理工学部情報理工学科設置（コンピュータ理工学部を改組再編）。大学院京都文化学研究科（京都文化学専攻）修士課程（通信教育課程）設置。感染症分子研究センター、初年次教育センター設置。津国寮、望遠館完成

#### 令和
- 2019年（平成30年／令和元年） - 国際関係学部国際関係学科設置（外国語学部国際関係学科（前身：外国語学部英米語学科国際関係専修[7]）から発展改組）。生命科学部先端生命科学科、産業生命科学科設置（総合生命科学部を発展改組）。経営学部マネジメント学科設置（学科統合再編）。真理館（国際関係学部・法学部棟）完成
- 2020年（令和02年） - 黒坂 光（生命科学部教授、生化学）、第7代学長就任。 植物科学研究センター、ヒューマン・マシン・データ共生科学研究センター、ことばの科学研究センター設置。天地館（W棟）、第6研究室棟完成。学外拠点「町家　学びテラス・西陣」開所
- 2021年（令和03年） - 文化学部京都文化学科観光文化コース設置
- 2022年（令和   4年）‐  天地館完成
- 2023年（令和5年）‐ 全学部対象「アントレプレナー育成プログラム」設置、イノベーションセンター設置
- 2024年（令和6年）‐ 日本語教員養成プログラムが文部科学省から登録日本語教員養成機関に登録される[8]。

### 世界の碩学の来学小史
| 1966年 | - 中国の言語学者、林語堂博士来学。 講演「近代科学と陰陽哲学」会場：1号館103教室 講演「東洋の文化と西洋の文化」会場：京都会館 |
| 1967年 | - イギリスの歴史学者、アーノルド・J・トインビー博士来学。 講演「未来の世界像と文化」会場：体育館 講演「人口の都市集中化における問題点とその対策」会場：国立京都国際会館。 - 岸信介元首相、経営学部、法学部、外国語学部、増設記念式典に来学。                                                                                 |
| 1968年 | - アメリカの未来学者、ハーマン・カーン博士（後の京都産業大学学事顧問）来学。 講演「21世紀の世界と日本」会場：体育館。 |
| 1969年 | - アメリカの未来学者、ハーマン・カーン博士来学。 講演「大学問題とスチューデントパワー」会場：体育館 講演「再び21世紀の世界について」会場：体育館 |
| 1970年 | - フランスの哲学者、レイモン・アロン博士来学。 講演「近代社会における自由」会場：体育館 講演「変貌する産業社会」会場：国立京都国際会館 - アメリカの未来学者、ハーマン・カーン博士来学。 講演「新入生に送る言葉」会場：体育館                                                                                                 |
| 1971年 | - ノーベル経済学賞受賞者でアメリカの経済学者、ポール・サミュエルソン博士来学。 講演「ニクソンの新経済政策」会場：5号館514教室 - ドイツの歴史学者、カール・D・エルドマン博士来学。 講演「20世紀の国際政治上のドイツ」会場：5号館514教室 - アメリカの未来学者、ハーマン・カーン博士来学。 講演「超大国日本の挑戦」会場：体育館 |
| 1972年 | - スペインの哲学者で歴史家、ルイス・ディエス・デル・コラール博士来学。 講演「国際主義ヨーロッパと未来のヨーロッパ」会場：京都会館 - ソ連の歴史学者、ゲオルギ・A・アルバトフ博士来学。 講演「世界の中のソ連邦」会場：514教室                                                                                                  |
| 1974年 | - ドイツの物理学者で自然哲学者、カール・フリードリヒ・フォン・ヴァイツゼッカー博士来学。 講演「科学技術時代に於ける人類の将来」会場：京都府立勤労会館 講演「自然の統一性と科学の将来」会場：5号館514教室 |
| 2002年 | - アメリカの日本文学者で日本学者、ドナルド・キーン博士来学。名誉学位贈呈。 講演「明治天皇と日本文化」会場：神山ホール |
| 2004年 | - ノーベル経済学賞受賞者でアメリカの経済学者、バーノン・ロマックス・スミス博士来学。名誉学位贈呈。 講演「場、資本市場、グローバリゼーション」会場：神山ホール |

## 基礎データ

### 所在地
- 京都産業大学神山キャンパス（〒603‐8555　京都府京都市北区上賀茂本山）
- 京都産業大学壬生校地「むすびわざ館」（京都府京都市下京区）

### 象徴
スクールカラーは紺藍。学章は、ギリシャ神話に登場する半身半馬の賢者ケイロンをかたどった星座、サギタリウスをあしらい、その下に大学の文字を配している。広大無辺な大宇宙を自由奔放に駆け巡る星々の姿は、新しい時代に、世界へ雄飛する若者への希望を表している。

### 学歌

#### 京都産業大学学歌
- 1967年5月発表。作詞は学祖・荒木俊馬、作曲は團伊玖磨で、三番で構成される。
- 同大学OBのフォークデュオ「あのねのね」（清水国明・原田伸郎）による『宇宙に響け！スペシャルバージョン』がある。

### ロゴマークとスローガン
広告などでは「むすんで、うみだす」
2015年、創立50周年を迎えるにあたり、周年ロゴとコミュニケーションスローガンが策定される。
- 2006年 - 新ロゴ、コミュニケーションスローガン「POWER UNIV.」策定[10]。
- 2012年 - 新ロゴ「K」マーク、コミュニケーションスローガン「Keep Innovating.」策定[11]。
- 2021年 ‐新スローガン、「ONLY ONE CAMPUS」策定。

## 教育および研究

### 組織

#### 学部
- 経済学部（1965年設置）

経済学科
2020年度以降　現代経済コース, ビジネス経済コース, 地域経済コース, グローバル経済コース
2007年度以前　公共政策コース, 産業経済コース, 国際経済コース
- 経営学部（1967年設置）

マネジメント学科
2019年度以降　マネジメント学科（Strategy & Organization, Marketing & Innovation and Accountability & Governance）
2007年度以降　経営学科（戦略・組織領域・マーケティング領域・イノベーション領域・国際経営領域）・ソーシャル・マネジメント学科（公共領域・ヘルスケア領域・社会領域）・会計ファイナンス学科（会計領域・ファイナンス領域）
- 法学部（1967年設置）

法律学科
2018年度以降：法律総合コース・社会安全コース・政治・国際コース
法政策学科（2009年設置）
2018年度以降：地域公共コース
- 現代社会学部（2017年設置）

現代社会学科
地域社会学コース・人間社会学コース・メディア社会学コース
健康スポーツ社会学科
健康スポーツ社会分野・健康スポーツ科学分野
- 外国語学部（1967年設置）日本の私立大学において専攻語は最大となる10言語である。専攻語のほかにポーランド語・ギリシャ語・ラテン語・広東語を学ぶことができ、大学院ではモンゴル語・トルコ語・サンスクリット語・アラブ語も提供している。

英語学科（1967年設置、2014年・英米語学科改組）
英語専攻（1967年設置、2014年・英米語学科改組）
イングリッシュ・キャリア専攻（2014年増設・英米語学科改組）
ヨーロッパ言語学科（2014年設置、ドイツ語学科・フランス語学科・言語学科（スペイン語専修・イタリア語専修・ロシア語専修）改組）
ドイツ語専攻（1967年設置）
フランス語専攻（1967年設置）
スペイン語専攻（1967年設置）
イタリア語専攻（1967年設置）
ロシア語専攻（1967年設置）
メディア・コミュニケーション専攻（2014年増設）
アジア言語学科（2014年設置、中国語学科・言語学科（インドネシア語専修）改組）
中国語専攻（1967年設置）
韓国語専攻（2014年増設）
インドネシア語専攻（1967年設置）
日本語・コミュニケーション専攻（2014年増設）
- 国際関係学部（2019年設置、外国語学部国際関係学科改組）

国際関係学科（国際関係・政治コース・国際関係・経済コース・国際関係・共生コース）
- 文化学部（2000年設置）[注 1]外国語教育科目（英語を含む11言語）のほか、アラビア語やヒンディー語を学ぶことができる。

京都文化学科（2015年増設）
2021年度予定　京都文化コース・観光文化コース（2021年増設予定）・英語コミュニケーションコース（2021年改称予定）
2020年度以前　京都文化コース・京都文化英語コミュニケーションコース
国際文化学科
2019年度以降　総合文化コース：〔思想・文学・芸術・歴史の文化研究〕・地域文化コース：〔アジア・アメリカ・ヨーロッパの地域研究〕
2019年度以前　思想文化コース・歴史文化コース・文学・芸術文化コース
2015年度以前　日本文化コース・アジア文化コース・ヨーロッパ文化コース・アメリカ文化コース
- 理学部（1965年設置）

数理科学科（基礎数理科学コース・応用数理科学コース・数学教育コース・BizMathコース）
物理科学科
宇宙物理・気象学科（2016年増設）
- 情報理工学部（2018年設置、コンピュータ理工学部発展改組）

情報理工学科
ネットワークシステムコース・情報セキュリティコース・データサイエンスコース・ロボットインタラクションコース・コンピュータ基盤設計コース・組込みシステムコース・デジタルファブリケーションコース・脳科学コース・メディア処理技術コース・情報システムコース
- 生命科学部（2019年設置、総合生命科学部発展改組）

先端生命科学科
生命医科学コース・食料資源学コース・環境・生態学コース
産業生命科学科
医療と健康コース・食と農コース・環境と社会コース
- グローバル・サイエンス・コース 2014年開設

理学部、コンピュータ理工学部、総合生命科学部の各学部定員の2割の学生を対象に、独自の英語教育プログラムや留学を提供し、ハイレベルな英語運用能力を持つ理系人材の育成を目的に開設されたコースである。平成24年度文部科学省グローバル人材育成推進事業の採択（全42件、関西圏では関西学院大学、京都産業大学、神戸大学、同志社大学、立命館大学の5大学が採択）により、外国語学部英語学科にもイングリッシュ・キャリア専攻が開設された。

##### 学部・学科等の募集停止
- 理学部

応用数学科（1971年募集停止）・計算機科学科（2003年募集停止）・コンピュータ科学科（2008年募集停止）
- 工学部（1989年開設）

情報通信工学科（2008年募集停止）
コンピュータ工学系、情報処理工学系、光・電子情報・電波通信・電磁波工学系、生体・数理情報系
生物工学科（2010年募集停止）
分子機能科学系、細胞機能科学系、植物遺伝・育種学系、生物保全科学系
- 外国語学部（1967年開設）

英米語学科 - 国際言語文化専修、国際関係専修（2000年募集停止）
言語学科 - 言語学専修（2000年募集停止）
語学を修得するとともに、言語を音、文法、歴史から科学することを目的に設置された。言語学専修では専攻言語（英米語、ドイツ語、フランス語、中国語、ロシア語、スペイン語、インドネシア語、イタリア語）とともに、18の研究語学（ドイツ語、フランス語、中国語、広東語、ロシア語、スペイン語、インドネシア語、イタリア語、ポーランド語、アラブ語、ヘブライ語、ギリシア語、ラテン語、朝鮮語、蒙古語、トルコ語、ポルトガル語、梵語）が提供されていた。
英米語学科（2014年募集停止、英語学科へ改組）
ドイツ語学科（2014年募集停止、ヨーロッパ言語学科へ改組）
フランス語学科（2014年募集停止、ヨーロッパ言語学科へ改組）
中国語学科（2014年募集停止、アジア言語学科へ改組）
言語学科 - スペイン語専修・イタリア語専修・ロシア語専修・インドネシア語専修（2014年募集停止、ヨーロッパ言語学科、アジア言語学科へ改組）
国際関係学科（2019年募集停止、国際関係学部へ発展改組）
- 理学部

コンピュータ科学科（1971年設置、応用数学科→計算機科学科→コンピュータ科学科と名称変更、工学部情報通信工学科とともにコンピュータ理工学部へ発展改組）
- 工学部（1989年設置、募集停止）

生物工学科（総合生命科学部へ発展改組）・情報通信工学科（理学部コンピュータ科学科とともにコンピュータ理工学部へ発展改組）
- コンピュータ理工学部（2008年設置、募集停止）[注 2]

コンピュータサイエンス学科・ネットワークメディア学科・インテリジェントシステム学科
- 総合生命科学部（2012年設置、募集停止）

生命システム学科・生命資源環境学科・動物生命医科学科

#### 研究科
- 経済学研究科
  - 経済学専攻 博士前期課程 1969年開設
  - 経済学専攻 博士後期課程 1971年開設
  - 経済学専攻 修士課程 通信教育課程 2007年開設
- マネジメント研究科
  - マネジメント専攻 博士前期課程 2002年開設
  - マネジメント専攻 博士後期課程 2004年開設
    - デュアル・ディグリー・プログラム - 京都産業大学の学位・修士（マネジメント）とミズーリ大学セントルイス校の学位・MBAの2学位の取得が可能 2006年開設
    - コーポレート・コミュニケーションコース 2008年開設
- 法学研究科
  - 法律学専攻 博士前期課程 1972年開設
  - 法律学専攻 博士後期課程 1974年開設
  - 法政策学専攻 修士課程 2013年開設
- 外国語学研究科
  - 中国語学専攻 修士課程 1977年開設
  - 言語学専攻 修士課程 1977年開設
  - 英米語学専攻 修士課程 2005年開設
- 京都文化学研究科
  - 京都文化学専攻 修士課程 通信教育課程 2019年開設
- 理学研究科
  - 数学専攻 博士前期課程 1969年開設
  - 数学専攻 博士後期課程 1971年開設
  - 物理学専攻 博士前期課程 1969年開設
  - 物理学専攻 博士後期課程 1971年開設
- 先端情報学研究科
  - 先端情報学専攻 博士前期課程 2011年開設
  - 先端情報学専攻 博士後期課程 2013年開設
- 生命科学研究科
  - 生命科学専攻 修士課程 2014年開設
    - 生命システム学コース
    - 生命資源環境学コース
    - 動物生命医科学コース

##### 研究科・専攻等の募集停止
- 工学研究科
  - 情報通信工学専攻 博士前期課程 2011年募集停止
  - 情報通信工学専攻 博士後期課程 2013年募集停止
  - 生物工学専攻 博士前期課程 2014年募集停止

#### 専門職大学院
- 法務研究科
  - 法務専攻 専門職学位課程 2004年開設

#### 研究機構

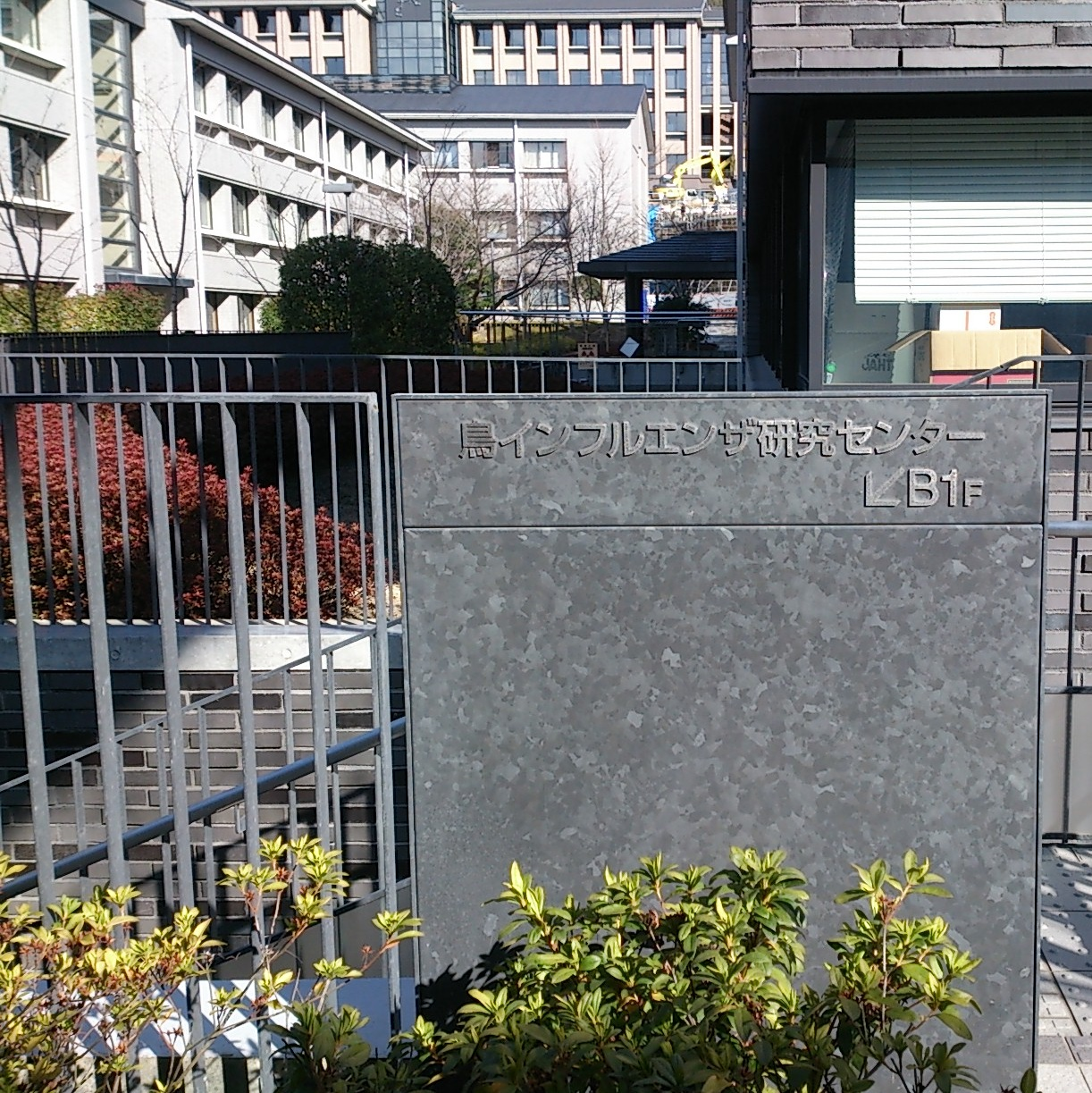
理系学部の事務室が入る16号館地下の鳥インフルエンザ研究センター

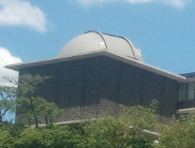
神山天文台（8号館4階から撮影）

- 日本文化研究所
- 世界問題研究所
  - 若泉敬記念基金
長年に渡り世界問題研究所所長を務めた若泉敬教授の寄付金で創設された基金である。若泉は、沖縄返還交渉において佐藤栄作首相の懐刀と言われた国際政治学者である。1992年の退職時に、退職金全額を研究所の活動資金として大学に寄付。その寄付金をもとにして、2001年、「若泉敬記念基金」が設立される。若者の教育に熱心だった若泉教授の精神を学生に還元するため、講演会開催、懸賞論文募集などに活用されている。
- 社会安全・警察学研究所

日本で最初のものとなる研究所で、下京区のむすびわざ館に研究拠点を設ける。副所長には福岡県警本部長や警察大学校校長などを歴任した田村正博（法学部教授）が就任。社会安全と警察活動の改善と新たな開発に向け、大学における学問研究を基盤としつつ、多様な参加者を結ぶ協働の基盤づくりをめざすものとしている。
- 先端科学技術研究所理系学部の事務室が入る16号館地下の鳥インフルエンザ研究センター
  - 鳥インフルエンザ研究センター
日本では8大学にしかないBSL3施設[13]（BSL：Biosafety Level）を備え、鳥インフルエンザウイルスの研究を行っている[14][15]。ワクチンの研究開発や病原性発現のメカニズムの解析などを中心に、日本や東南アジアをフィールドとした人獣共通感染症の研究に従事している。なお京都産業大学と京都府には国家戦略特区制度を活用し、新設が制限されていた獣医学部を研究センターの実績を活かし、設立しようという構想があった[16]が2017年撤回された。これについて競合相手の岡山理科大学を政府関係者が意図的に優遇したのではないかという指摘も存在する[17][18](加計学園問題を参照)。
  - ミツバチ産業科学研究センター[19]
ミツバチ産業科学研究センターは、総合生命科学部やその前身である工学部生物工学科が培ってきた動植物の育種研究やバイオテクノロジー技術を基盤とした、ミツバチとハチミツの研究によって養蜂産業の活性化をはじめ、さまざまな分野に貢献することを目的に、平成24年6月に開設されました。（京都産業大学 ミツバチ産業科学研究センターより抜粋）
  - 植物ゲノム科学研究センター[20]
植物オルガネラゲノムの遺伝子組換え、ならびにオルガネラゲノムの人為的再編により、人類に有用な植物を育成することを目標としている。
- タンパク質動態研究所

所長は永田和宏・総合生命科学部教授。同研究所には東京工業大学栄誉教授の大隅良典氏、東京都医学総合研究所所長の田中啓二氏、カリフォルニア大学サンフランシスコ校のピーター・ウォルター氏、マックスプランク研究所のウルリッヒ・ハートル氏、ノースウェスタン大学のリチャード・モリモト氏など、ノーベル賞受賞者や、ノーベル賞の有力候補者らも招聘教授に就任。永田和宏教授や吉田賢右教授、大隅良典教授ら基礎科学の研究を広める活動有志「七人の侍」が揃う。
- 総合学術研究所
  - 生態進化発生学研究センター
  - グローバル公共財研究センター
  - 構造生物学研究センター[21]
- 神山天文台

学祖・荒木俊馬博士の「建学の精神」を具現化するシンボル。同施設は、私立大学では国内最大となる主鏡口径1.3mの「荒木望遠鏡」により、約20億光年先（肉眼の約5万倍）の天体を観測することが可能である。反射式光学系（リッチー・クレチアン型）の「荒木望遠鏡」のほか、観測装置や実験・開発機器を備える。
学内の研究や教育での使用にとどまらず、2010年4月からは毎週土曜日に一般向けの天体観測会を開くなど、広く地域に開かれた施設となっているのも特徴である。
同天文台は、午後6時から午前5時にかけて、屋上の全天カメラの画像と気象データをインターネットを介して配信している。
理学部の研究グループが開発した線スペクトル偏光分光装置（LIne Polarimeter and Spectrograph）は「LIPS（リップス）」と名付けられ、国内の望遠鏡に装備された天体観測装置としては最高性能を有しており、現在、世界トップレベルの装置を開発中である。
- 益川塾

塾頭は益川敏英教授。2008年に同教授がノーベル物理学賞を受賞したことを顕彰し、2009年に創設された。定期的に研究員を公募している。益川塾は自然科学系と人文社会科学系の2学系を中心に、京都産業大学をはじめ、京都大学、大阪大学、名古屋大学、立命館大学など他大学の研究者を指導教授として招聘している。
- 計算機科学研究所（旧情報技術実験室棟）

#### 附属機関[27]
- 共通教育推進機構
  - 全学共通教育センター
  - 教職課程教育センター
  - キャリア教育研究開発センター
- 教育研究機関
  - 図書館
  - 体育教育研究センター
  - 国際交流センター
  - 教育エクセレンス支援センター
  - リエゾンオフィス
  - フューチャーセンター

- その他
  - 連携推進室
  - スポーツ推進室
  - ボランティア活動事務室
  - 学生相談室
  - 教学センター
  - 入学センター
  - 進路センター
  - 情報センター
  - 人権センター
  - 保健管理センター
  - 大学史編纂室
  - ギャラリー

### 研究

#### 独立行政法人科学技術振興機構採択事業

##### CREST/さきがけ研究領域「ライフサイエンスの革新を目指した構造生命科学と先端的基盤技術」
- 2014年度「小胞体恒常性維持機構：Redox, Ca2+, タンパク質品質管理のクロストーク」研究代表者：永田和宏
- 2012年度「ミトコンドリアをハブとする構造機能ネットワークの解明」研究代表者：遠藤斗志也

#### 文部科学省採択事業

##### グローバル人材育成推進事業
- 2012年度「グローバル社会で活躍する理系産業人育成プログラム」（タイプB：特色型）[28]（外国語学部、理学部、コンピュータ理工学部、総合生命科学部）

##### 私立大学戦略的研究基盤形成支援事業
- 2014年度「赤外線高分散分光天文学研究拠点 Infrared Spectroscopy Laboratory の形成」
- 2011年度「タンパク質の生成と管理」
- 2008年度「オルガネラゲノムの研究成果を基盤とする有用植物の育成」
- 2008年度「研究教育用天文台の設置および天文学研究教育拠点の形成」
- 2008年度「新型インフルエンザ対策に係る自然科学及び社会科学融合研究」

##### 産業界のニーズに対応した教育改善・充実体制整備事業
- 2014年度「滋京奈地域における産学連携インターンシップ等による人材育成」

幹事校：京都産業大学 連携校：滋賀大学、奈良女子大学、滋賀県立大学、京都府立大学、聖泉大学、長浜バイオ大学、京都外国語大学、京都学園大学、天理大学、奈良佐保短期大学
- 2012年度「滋京奈地区を中心とした地域社会の発展を担う人材育成」

幹事校：京都産業大学 連携校：滋賀大学・奈良女子大学・京都府立大学・滋賀県立大学・奈良県立大学・京都外国語大学・京都学園大学・京都ノートルダム女子大学・京都文教大学・龍谷大学・聖泉大学・長浜バイオ大学・帝塚山大学・天理大学・奈良佐保短期大学

##### 私立大学教育研究活性化設備整備事業
- 2012年度 「タンパク質検出システム導入による生体エネルギー変換教育の充実」
- 2012年度 「脳科学と生活環境ユーザインタフェースの融合教育研究基盤の整備」

##### 大学間連携共同教育推進事業
- 2012年度「産学公連携によるグローカル人材の育成と地域資格制度の開発」（地域連携）

代表校：京都産業大学 連携校：京都府立大学・京都文教大学・佛教大学・龍谷大学
- 2012年度「産学協働教育による主体的学修の確立と中核的・中堅職業人の育成」（分野連携）

代表校：京都産業大学 連携校：新潟大学、成城大学、福岡工業大
- 2012年度「地域資格制度による組織的な大学地域連携の構築と教育の現代化」（地域連携）

代表校：龍谷大学 連携校：京都大学・京都府立大学・京都産業大学・京都橘大学・京都文教大学・成美大学・同志社大学・佛教大学

#### 大学教育充実のための戦略的大学連携支援プログラム
- 2009年度「文化芸術都市京都の文化遺産の保存・活性化を支える人材育成プログラムの開発・実施」（総合的連携型）

構成大学：京都工芸繊維大学・京都市立芸術大学・京都産業大学・京都ノートルダム女子大学
- 2009年度「獣医・動物医科学系教育コンソーシアムによる社会の安全・安心に貢献する人材の育成」（質保証特化型）

構成大学：鳥取大学、岐阜大学、京都産業大学
- 2008年度「eラーニングシステムの共有共用化に伴う教養教育の大学間連携と効率化の促進」（総合的連携型：広域型）

代表校：京都産業大学 連携校：京都学園大学・京都光華女子大学・京都嵯峨芸術大学・京都女子大学・明治国際医療大学・京都光華女子大学短期大学部・京都文教短期大学・京都嵯峨芸術大学短期大学部・京都女子大学短期大学部
- 2008年度「地域内大学連携によるFDの包括研究と共通プログラム開発・組織的運用システムの確立」（教育研究高度化型）

代表校：佛教大学 連携校：京都工芸繊維大学・大谷大学・京都外国語大学・京都学園大学・京都光華女子大学・京都産業大学・京都精華大学・京都橘大学・京都薬科大学・種智院大学・龍谷大学・池坊短期大学・大谷大学短期大学部・華頂短期大学・京都外国語短期大学・京都光華女子大学短期大学部・龍谷大学短期大学部

#### 新たな社会的ニーズに対応した学生支援プログラム（学生支援GP）
- 2008年度「京産大発ファシリテータマインドの風」

#### ハイテク・リサーチ・センター整備事業[29]
- 2005年度「スーパークラスタマシンの効率化とその応用」工学研究科（継続分）

#### オープン・リサーチ・センター整備事業[30]
- 2006年度「中国経済の市場化・グローバル化」経済学研究科
- 2001年度「市場経済論関連資料のデジタル化による管理と公開」経済学研究科
- 2001年度「実験経済学：経済学教育の新しい方法と，それによる経済学教育の社会的効果の研究」経済学研究科
- 2001年度「地域経済活性化と地域間均衡」経済学研究科

#### 現代的教育ニーズ取組支援プログラム（現代GP）
- 2004年度「日本型コーオプ教育——オン・キャンパス学習と就業体験との融合による『多層サンドイッチ方式』の展開」

#### 海外先進教育研究実践支援プログラム
- 2004年度「先進的キャリア教育の実践展開 －“キャリア支援インフラ”構築を目指して－」

#### 私立大学バイオ・ベンチャー研究開発拠点[31]
- 2000年度「糖鎖シグナルと生体防御」工学研究科
- 2000年度「高等植物のオルガネラゲノム工学」工学研究科

#### 経済産業省採択事業

##### 体系的な社会人基礎力育成・評価システム構築事業
- 2009年度「体系的な社会人基礎力育成・評価システム開発・実証事業」
- 2008年度「体系的な社会人基礎力育成・評価システム構築事業」

## 対外関係

### 学術交流協定

#### 大学
- 2013年 総合地球環境学研究所
環境学に関する共同研究をキーワードとした共同企画事業の展開
- 2011年 大阪大学微生物病研究所
高病原性鳥インフルエンザが多発しているエジプトにおける鳥インフルエンザウイルスの浸淫状況調査と人及び家きん類の防疫体制確立のための共同研究
- 2010年 大阪府立大学 生命環境科学部 獣医学科
教育研究における交流協定（実験動物学、畜産学、獣医学に関する分野）
- 2008年 京都府立大学
教育研究・学生交流など包括協定（バイオテクノロジーや遺伝子工学に関する分野）
- 2008年 京都工芸繊維大学
教育研究・学生交流など包括協定
- 2008年 鳴門教育大学
教員免許の取得を主として、教育・研究、文化、スポーツの向上を図るため連携協定
- 2008年 フィンランド国立ユヴァスキュラ大学
教育研究における交流協定
- 2007年 鳥取大学鳥由来人獣共通感染症疫学研究センター
共同研究「鳥インフルエンザウイルスの実態調査及び研究」「抗体ウイルス素材の評価」など
- 2007年 京都府立医科大学
共同研究「鳥インフルエンザウイルスの各種性状の解析」など
- 2006年 佛教大学
小学校教諭免許状履修に関する協定
- 2005年 長崎大学熱帯医学研究所
ベトナムにおける鳥インフルエンザウイルス浸淫状況調査に関する共同研究
- 大学コンソーシアム京都

#### 地方自治体
- 京都
2014年 京都府宮津市 - 連携協力包括協定締結
2013年 京都府 - 農業振興全般に係る連携協定締結
2013年 京都府井手町 - 連携協力包括協定締結
2011年 京都市 - 感染症および食品の安全の研究に係る相互連携締結
2008年 京都市柊野町内会連合会 - 大規模災害発生時地域協力協定締結
2005年 京都府教育委員会 - 包括協定締結
2004年 京都市教育委員会 - 学校インターンシップ
2003年 京都市教育委員会 -学生ボランティア学校サポート事業

- 大阪
2013年 守口市教育委員会 - 包括連携協定締結
2009年 豊中市教育委員会 - 連携協力に関する包括協定締結
2008年 島本町教育委員会 - 連携教育に関する協定締結
2006年 吹田市教育委員会 - 包括協定締結
2005年 東大阪市教育委員会 - 包括協定締結
2005年 寝屋川市教育委員会- 包括協定締結
- 滋賀
2007年 野洲市教育委員会 - 包括協定締結
2007年 栗東市教育委員会 - 包括協定締結

### 交流協定校
| 北米 アメリカ合衆国 カリフォルニア大学リバーサイド校 サンディエゴ州立大学 ニューヨーク州立大学ストーニーブルック校 ノースカロライナ大学グリーンズボロー校 ハワイ大学ヒロ校 ミズーリ大学セントルイス校 カナダ アルゴマ大学カレッジ トンプソンリバーズ大学 中南米 メキシコ メキシコ国立自治大学 アルゼンチン 国立ラプラタ大学 ヨーロッパ北側 アイスランド アイスランド大学 フィンランド ユヴァスキュラ大学 ヨーロッパ南側 イギリス オックスフォード・ブルックス大学 ケント大学 リーズ大学 ドイツ グライフスヴァルト大学 ケルン大学 バッサウ大学 ライプツィヒ大学 ルードヴィヒスハーフェン経済大学 ポーランド 国立アダム・ミツキェヴィチ大学 | フランス アンジェ西部カトリック大学 ツールーズ第一キャピトル大学 ノルマンディー・ビジネススクール リヨンカトリック大学 イタリア サレント大学 シエナ外国人大学 ペルージャ外国人大学 スペイン アルカラ大学 サラマンカ大学 バレンシア・ポリテクニク大学 ラ・リオハ大学 ヨーロッパ東側 ロシア プーシキン記念ロシア語大学 アジア北側 インド ヴィドヤー・プラサーラク・マンダル大学 大韓民国 慶熙大学校 建国大学校 釜山大学校 梨花女子大学 タイ王国 カセサート大学 チェンマイ大学 マヒドン大学 パヤップ大学 台湾 輔仁大学 | 中華人民共和国 華東師範大学 上海社会科学院 蘇州大学 対外経済貿易大学 中国伝媒大学 ハルビン師範大学 復旦大学 北京科技大学 香港中文大学 ベトナム ダナン大学 フエ大学 ベトナム国家大学ハノイ人文社会科学大学 ホアセン大学 アジア南側 インドネシア ガジャ・マダ大学 サナタ・ダルマ大学 パジャジャラン大学 オセアニア オーストラリア エディス・コーワン大学 タスマニア大学 マッコーリー大学 ニュージーランド クライストチャーチ・ポリテクニック工科大学 マッセー大学 |

## 施設

### 神山キャンパス

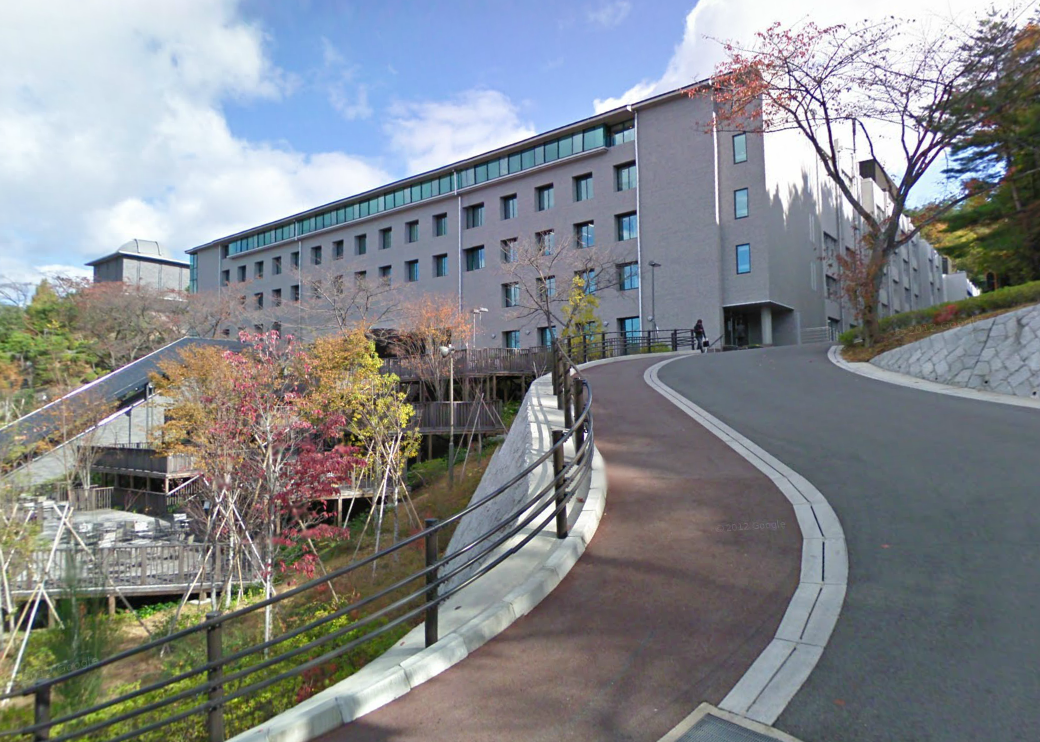
神山キャンパス。写っているのは12号館（小教室棟）と神山天文台

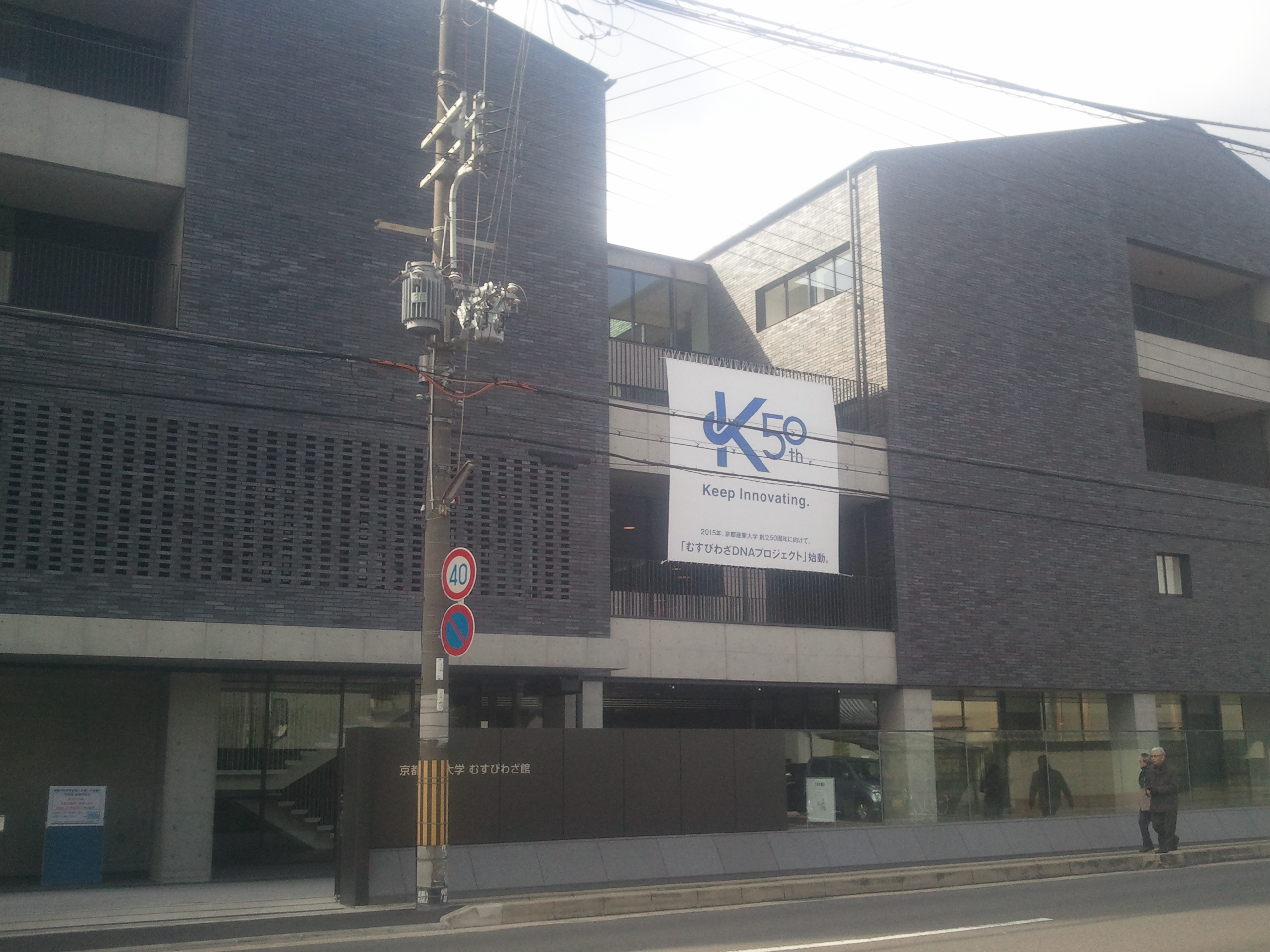
むすびわざ館と創立50周年に向けたロゴマーク(K50th Keep Innovating.)

- 京都府京都市北区上賀茂本山
校地面積：611,330m2、（約東京ドーム14個分）合計建物面積：169,298m2（2011年3月31日時点）
9学部（経済学部、経営学部、法学部、外国語学部、文化学部、理学部、工学部、コンピュータ理工学部、総合生命科学部）
9研究科（経済学研究科、法学研究科、外国語学研究科、理学研究科、工学研究科、マネジメント研究科、法務研究科、先端情報学研究科、生命科学研究科）（2014年9月現在）在籍者数
学部生13,591人、大学院生184人、専任教員439人、事務職員434人（2019年5月1日時点）
キャンパスは上賀茂神社（世界遺産）、上賀茂社家街などの文化遺産や、賀茂川、神山など、洛北の自然環境に恵まれた風光明媚な地に位置する。そのためキャンパス整備の指針に「学園庭園化構想」を掲げ、周囲の美観と調和した学舎の創造に努めている。開学当初は、山を削り盛り土で造成していたため、赤茶けた山肌に白亜の校舎が孤立し周囲の環境から浮いていたと言われる。キャンパスの景観整備を担当した上田弘一郎[32]教授（竹研究の世界的権威で「竹博士」の異名を持つ）は、自身の回想記に「開発まっただ中の校地を見て京都大学から耕耘機を借り、学内の一角に苗床を設け、そこで育てた苗木を植えて回った」と書き記している。現在のキャンパス創造のコンセプト「学園庭園化構想」は彼の功績によるところが大きいとされる[33]。
2013年8月完成予定の新1号館前にエスカレーターが敷設されると、学内全てのゾーンでエスカレーターの敷設が完了する。その他、学舎間に渡り廊下（6号館〜8号館、第2実験室棟〜13号館）やエレベーターが新設されキャンパス内のバリアフリー化を推進している。
4箇所にコモンズ（ラーニングコモンズ、グローバルコモンズ、スチューデントコモンズ、ナレッジコモンズ）を有し、快適に勉学に励める環境が完備されている。

最寄り駅：バス停「京都産大前亅
国際会館駅（京都市営地下鉄烏丸線）、北大路駅（京都市営地下鉄烏丸線）、二軒茶屋駅（叡山電鉄鞍馬線）
アクセス：上賀茂神社、二軒茶屋駅から無料のシャトルバスを高頻度運転している。

### 壬生校地
- 京都府京都市下京区中堂寺命婦町（壬生川通松原下る）
校地面積 24,160m2
大学施設「むすびわざ館」（延床面積 8,985.25m2）、附属中学校・高等学校を併設。
学内初のサテライトキャンパス。大学の社会連携・社会貢献・地域交流の場として、新しい知恵を産み出す拠点を目指す。世界問題研究所のほか共同研究施設やホール機能（400名収容可能）、展示スペースを併設。
上京区相国寺門前町から附属中学校・高等学校を移転した。
最寄り駅：丹波口駅（嵯峨野線）、大宮駅（阪急京都本線）、四条大宮駅（嵐電嵐山本線）

### 大学関連施設
- 文化関連施設
  - 図書館　（西日本有数の蔵書110万冊や貴重な古書を持つ）
  - 神山ホール
  - 林間亭（茶室）
- 学生相談室
- 学生寮
  - 追分寮（男子学生寮・現在募集中止）
  - 神山寮（体育会学生寮）
  - 五常寮（体育会学生寮）
  - 賀茂川寮（体育会学生寮）
  - 津ノ国寮（体育会学生寮）
  - 葵寮（女子学生寮）
  - 第一上賀茂学修所（法務研究科大学院生専用寮）
  - 第二上賀茂学修所（法務研究科大学院生専用寮）

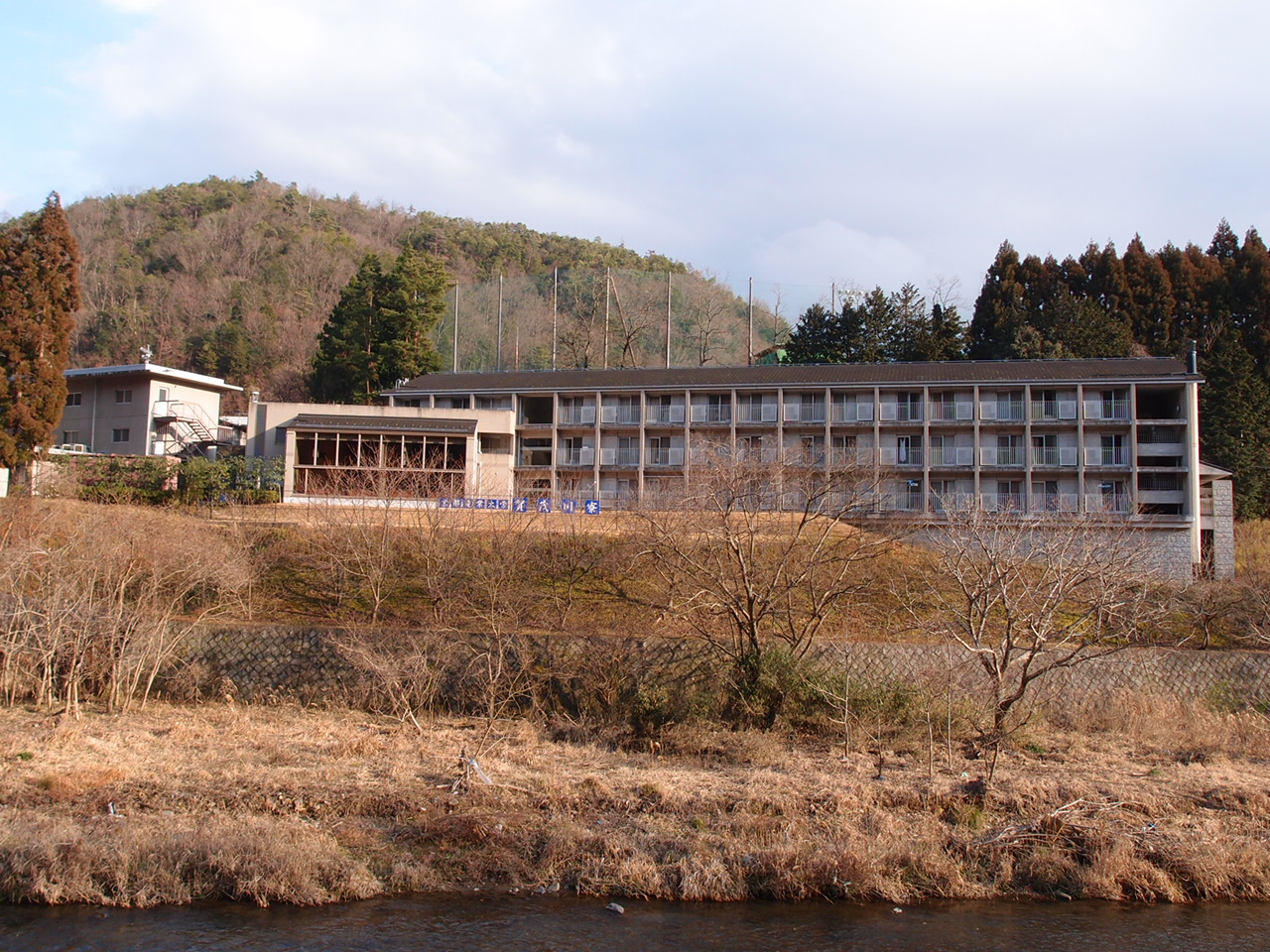
賀茂川寮（体育会学生寮）

- スポーツ関連施設
  - 神山総合スタジアム
    - 総合体育館
    - 課外活動棟
    - 第2課外活動棟
    - 神山コロシアム（野外ステージ）
    - 神山自然散策路

  - 総合グラウンド
  - 市原テニスコート
  - 神山テニスコート
  - 第2体育館
  - 第2グラウンド
  - 屋内野球練習場
  - 神山球技場

- 国際交流会館
- 厚生施設
  - 神山研修室棟（静市市原町）
  - 松の浦セミナーハウス（滋賀県大津市）

### その他
- 株式会社サギタリウス企画

## 学生生活

### 学園祭
大学祭の名称は「神山祭」で、例年11月上旬に実施される。

### クラブ・サークル
大学の課外活動（クラブ、サークル、同好会等）は、委員会、独立団体、体育会所属クラブ、文化団体連盟、志学会直属団体のほか、届出団体、任意団体で構成される。

#### 委員会
- 志学会執行委員会
- 志学会学生議会事務局
- 志学会会計監査委員会
- 志学会選挙管理委員会
- 神山祭実行委員会

#### 独立団・その他
- 体育会本部
- 文化団体連盟本部
- 新聞局
- 放送局
- 全学応援団リーダー部
- 全学応援団吹奏楽部
- 全学応援団チアリーダー部
- 学生健康保険部会
- 京都学生祭典委員会

#### 体育会所属クラブ
- アーチェリー部
- 合氣道部
- アイスホッケー部
- アメリカンフットボール部
- 居合道部
- ウエイトリフティング部
- 空手道部
- 器械体操部
- 弓道部
- 剣道部
- 硬式庭球部
- 硬式野球部
- ゴルフ部
- サッカー部
- 自転車競技部
- 自動車部
- 射撃部
- 柔道部
- 準硬式野球部
- 杖道部
- 少林寺拳法部
- 女子バレーボール部
- 女子ラクロス部
- スキー部
- スキンダイビング部

- ソストテニス部
- ソフトボール部
- 卓球部
- 男子バレーボール部
- 男子ラクロス部
- 準硬式野球部
- 軟式（A号）野球部
- 日本拳法部
- 馬術部
- バスケットボール部
- バドミントン部
- ハンドボール部
- 氷上競技部
- フェンシング部
- ボウリング部
- ボクシング部
- ユースホステル部
- ヨット部
- ラグビー部
- 陸上競技部
- 陸上ホッケー部
- レスリング部
- ローバースカウト部
- ワンダーフォーゲル部
- アングリングクラブ

ラグビー部、硬式野球部、空手道部、陸上競技部、バスケットボール部、ボウリング部、自転車競技部、ヨット部、ソフトボール部など、全国レベルで活躍する競技が多い。
- 硬式野球部は、関西六大学野球連盟に所属しプロ野球選手も多く輩出している。龍谷大学との対戦は「産龍戦」（龍谷大学では龍産戦）と呼ばれ、西京極球場（わかさスタジアム京都）での対戦試合は地元テレビ局 KBS京都より中継されている。なお「産龍戦」は硬式野球部のみならず、体育会の総合競技対抗戦であり、その競技種目は多岐にわたる。OBに平野佳寿らがいる。
- ラグビー部は、関西大学ラグビーリーグAグループ（1部リーグ）に所属し、全国大学選手権の上位進出の常連校である。OBに吉田明、廣瀬佳司、大畑大介、田中史朗らがいる。
- 陸上競技部は、全日本大学駅伝、全日本大学女子駅伝それぞれの常連校であり、第15回全日本大学女子駅伝（1997年）では4年木村泰子や3年佐藤由美らを擁して4連覇を遂げている。

#### 文化団体連盟
- 英語研究会
- 演劇部
- グリークラブ
- ギタークラブ
- 郷土史研究会
- 神山交響楽団

- 軽音楽部
- 混声合唱部
- 茶道研究部
- 産大ツーリスト部
- 司法研究会
- 法律相談部
- 写真部

- 出版研究会
- 囲碁・将棋部
- 書道部
- 新社会ボランティアサークル
- タイピングクラブ
- 探検部

- デザインクラブ
- 電子計算機応用部
- 天文同好会
- 漫画部
- フォークソング愛好会
- フォークトレイン

- マンドリンクラブ
- 落語長屋
- 映画研究部
- 企業会計研究会
- アングリングクラブ

#### 志学会直属団体
- 硬式庭球同好会

## 附属学校
- 高等学校
  - 京都産業大学附属高等学校
- 中学校
  - 京都産業大学附属中学校
- 幼稚園(認定こども園)
  - 山科すみれ園

## 大学関係者
学術関係者や芸能人、スポーツ選手など幅広く活躍していることが特徴。